# Here's to Never Growing Up
Here's to Never Growing Up är en låt av Avril Lavigne som släpptes den 9 april 2013. Låten är skriven av Lavigne själv, David Hodges, Chad Kroeger, Jacob Kasher och Martin Johnson och innehåller poprock.